# Заградець-при-Гросуплєм
Заградець-при-Гросуплєм (словен. Zagradec pri Grosupljem) — поселення в общині Гросуплє, Осреднєсловенський регіон, Словенія. Висота над рівнем моря: 329,1 м.